# Toma de Cartago (439)
La toma de Cartago por el rey vándalo Genserico tuvo lugar el 19 de octubre de 439. Con la toma de Cartago, la segunda ciudad más importante del Imperio romano de Occidente (en la actual Túnez), culminó la conquista vándala del norte de África y se consolidó el reino vándalo que perduraría durante los cien años siguientes hasta que fue conquistado por el Imperio bizantino en 534. Como ha señalado David Álvarez Jiménez, tras la conquista de Cartago «la historia del Imperio Romano de Occidente no volvió a ser la misma». El autor antiguo Salviano de Marsella la describió así: quasi animam captivavere rei publicae ('como si hubieran capturado el alma del Estado').

## Antecedentes

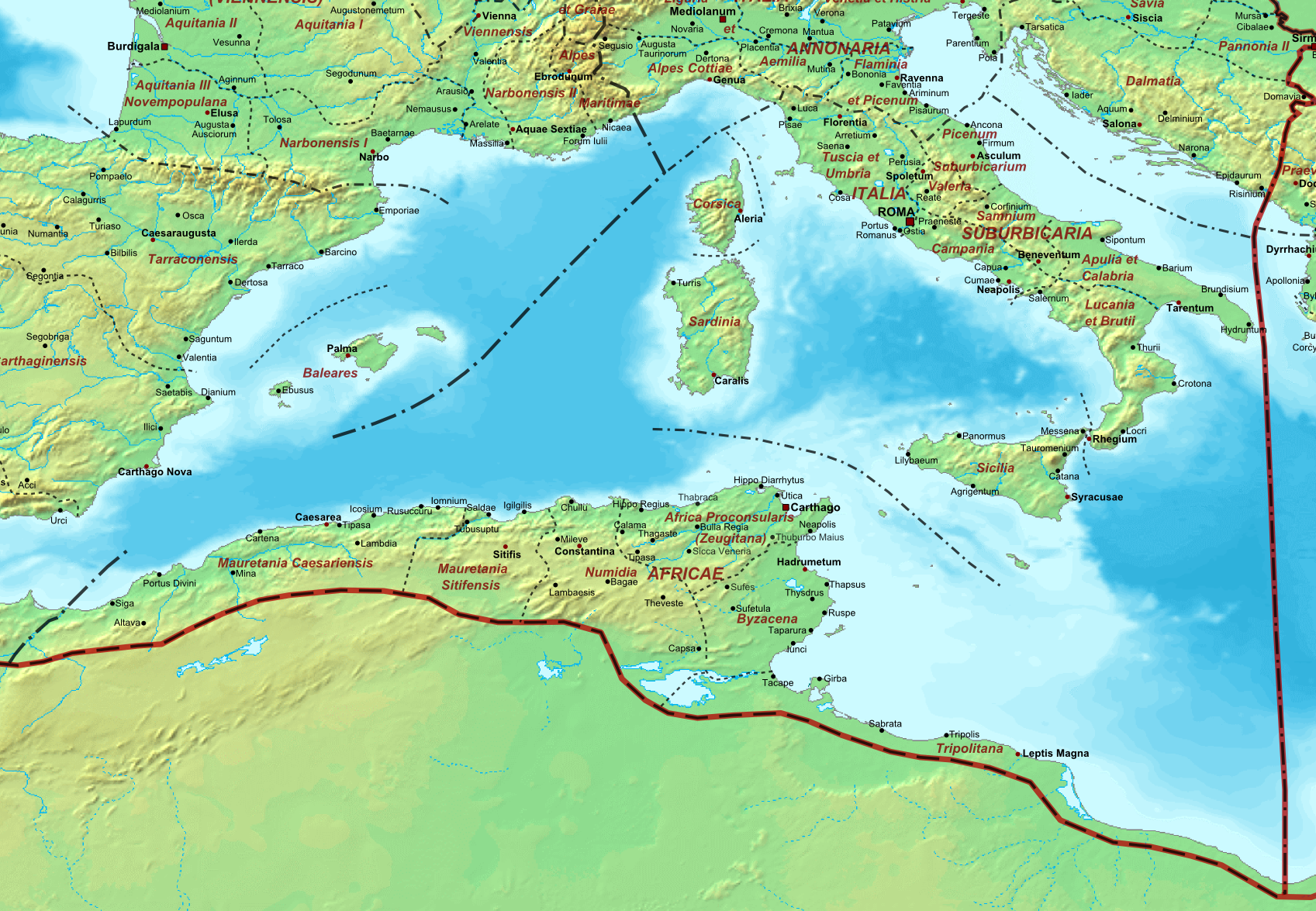
Mapa de la diócesis de África hacia el año 400. No incluye a la provincia de Mauretania Tingitana.

El propósito de Genserico cuando cruzó el estrecho de Gibraltar desde Hispania en mayo de 429 al frente de sus quince mil guerreros vándalos asdingos y alanos, a los que acompañaban unos sesenta mil mujeres, niños, ancianos y esclavos, era apoderarse de la rica diócesis de África, el «granero de Roma». De mayo a agosto de 429 recorrieron setecientos kilómetros hasta alcanzar la ciudad de Altava en la Mauretania Caesariensis y tras haber atravesado la provincia de Mauretania Tingitana. Diez meses después ya se encontraban ante las murallas de Hipona, la ciudad de Agustín, mil doscientos kilómetros más lejos (habiendo atravesado las provincias de Mauretania Sitifensis y de Numidia y entrado en la de África proconsular). El comes de África Bonifacio había intentado detener su avance pero fue derrotado en la batalla de Calama (mayo de 430).
Bonifacio se refugió entonces con el resto de su ejército en Hipona. Los vándalos la sometieron a un asedio que duró más de un año, de junio de 430 a agosto de 431 —durante el sitio murió Agustín—. El sitio duró tanto tiempo porque los vándalos no dominaban todavía el arte de tomar una ciudad amurallada. Los refuerzos enviados desde Oriente bajo las órdenes del comes Aspar no pudieron evitar una nueva derrota de Bonifacio. Este fue llamado a Rávena por la emperatriz Gala Placidia, que gobernaba el Imperio de Occidente en nombre de su hijo de corta edad Valentiniano III, con el fin de que la apoyara contra el general Aecio pero Bonifacio fue derrotado y herido de muerte en la batalla de Rímini (otoño de 432).
Aecio, el nuevo hombre fuerte de Occidente, optó por firmar un acuerdo de paz con Genserico —la convención de Hipona— según el cual los vándalos obtenían en estatuto de foederati, instalados en Mauretania Sitifensis y en Numidia, pero reconociendo la autoridad del emperador Valentiniano III en cuyo nombre asegurarían la defensa de las dos provincias. «Por ese tratado, análogo a los que Roma había concluido antes con ciertas tribus bereberes, el poder imperial pensaba haber salvado lo esencial: Cartago, el África proconsular y la Bizacena, la metrópoli y la tierras más ricas de trigo de África», ha afirmado Pierre Cosme. Sin embargo, como ha señalado Claire Sotinel, «Genserico sabía que había conquistado un reino». Una valoración con la que coincide David Álvarez Jiménez al destacar las diferencias de este tratado con el firmado por el Imperio con los visigodos unos años antes: «los vándalos no eran vigilados de cerca por fuerzas militares romanas ni tampoco ocupaban una zona marginal del territorio (en este caso, hubiera sido la Tingitania el lugar adecuado para resituarles) desde donde se les podía controlar y en el caso de que no respetaran el tratado, combatir. En cambio, a los vándalos se les dejó prácticamente vía libre para actuar como quisieran... De hecho, ahondando en el plano militar, los vándalos se convirtieron en el verdadero ejército romano de África ante la manifiesta inexistencia de un cuerpo de tropas imperial que impidiera o dificultara su expansión ulterior». Sin embargo, Peter Heather valora de forma distinta el tratado ya que considera que fueron los romanos los que obligaron a Genserico a negociar —concretamente el general Aspar enviado por el emperador de Oriente a Cartago al frente de un contingente— y que consiguieron salvar lo importante: el África proconsular y la Bizacena.

## La toma de Cartago
En octubre de 439, cuatro años más tarde de la firma de la convención de Hipona, Genserico rompió el acuerdo y tomó Cartago por sorpresa el 19 y a continuación se apoderó del África proconsular y de Bizacena. La fecha que escogió tenía un cierto simbolismo pues ese mismo día del año 202 a. C. tuvo lugar la batalla de Zama que supuso el final de la segunda guerra púnica y la derrota del caudillo cartaginés Aníbal, lo que ya fue destacado por el cronista Próspero de Aquitania.
Existen dos relatos sobre cómo se produjo la toma de Cartago. El obispo «católico» Víctor de Vita, originario de esa localidad de la provincia de Bizacena, en su La Historia de la persecución de la provincia de África, escrita hacia 484, insiste en la devastación provocada por los vándalos en la ciudad —los hallazgos arqueológicos parecen confirmar su relato— y destaca al mismo tiempo que eran arrianos (en su descripción se encuentra el origen del término vandalismo), mientras que Próspero de Aquitania escribió que «Genserico tomó Cartago por el engaño de la paz [dolo pacis invadit]», queriendo decir con ello que la ciudad fue ocupada sin que hubiera destrucción, pero relatando a continuación que «torturó» a ciertos ciudadanos y se apropió de sus bienes y expolió las iglesias negándoles su condición de lugares de culto niceno para convertirlas al culto arriano. Fue especialmente duro con la nobleza y el clero «católico» locales, tal como habían hecho con anterioridad en las otras provincias africanas. El obispo de Cartago Quodvultdeo fue expulsado de su sede y obligado a embarcar rumbo a Nápoles. Por su parte Víctor de Vita relató que Genserico redujo a la esclavitud a los nobles de la ciudad, aunque también escribió que una parte de los aristócratas africanorromanos se aproximó al rey vándalo para «implorar su favor».
El obispo Quodvultdeo narró así lo acontecido:

¿Dónde está África, que era para todo el mundo como un jardín de las delicias?... ¿Acaso no ha sido cruelmente castigada nuestra ciudad [Cartago] por no haber querido aprender la lección que había supuesto el correctivo recibido por las demás provincias?... No hay nadie para enterrar los cadáveres de los muertos, pero la horrible muerte ha mancillado todas las calles y todos los edificios, la ciudad entera en realidad. ¡Y pensad en los males de los que estamos hablando! Madres de familia arrastradas al cautiverio; mujeres embarazadas brutalmente muertas... niños arrancados de los brazos de sus ayas y arrojados a una muerte segura en las calles... El impío poder de los bárbaros ha llegado a exigir incluso que las mujeres que un día fueran señoras de muchas sirvientas quedaran súbitamente reducidas al papel de viles criadas de los bárbaros... Todos los días llegan a nuestros oídos los gritos de aquellos que han perdido a un marido o a un padre en este ataque.

### Debates entre historiadores
Sobre la toma de Cartago y la consiguiente ocupación del África proconsular y de la Bizacena existen dos grandes debates entre los historiadores. El primero trata sobre por qué Aecio, el hombre fuerte de Occidente, no desplazó allí un ejército para hacer frente a Genserico, teniendo en cuenta que esas provincias eran vitales para el aprovisionamiento de grano de Roma y de Italia. ¿Dio prioridad a restablecer el dominio romano sobre la Galia?, como sostienen algunos historiadores. David Álvarez Jiménez, siguiendo en parte el relato de Procopio, concede casi todo el mérito a Genserico ya que escogió para atacar Cartago un momento en que Aecio se encontraba luchando en las Galias y, más concretamente, el mes de octubre sabiendo que era el último de la temporada de navegación (después los riesgos de naufragio eran muy grandes). «Con ello, Genserico pretendió evitar que desde Rávena [la capital del Imperio de Occidente] se realizase cualquier contraofensiva efectiva inmediata... Aecio se encontraba lejos, ocupado en la Galia, mientras que en época invernal era difícil congregar una importante flota. Genserico sabía perfectamente que si tenía éxito en la captura de Cartago, dispondría de muchos meses para afrontar con solidez una respuesta romana y diseñar un plan de defensa».
Por su parte Peter Heather exime de toda responsabilidad a Aecio, «el último gran héroe romano occidental del siglo V». Si acaso pecó de ingenuidad al creer que «tras cuatro años de paz relativa» «Genserico iba a respetar el tratado acordado en febrero del año 435» —«la gente había dejado de prestarle atención»—. «Sospecho que había, simplemente, demasiada inestabilidad en otros lugares del imperio para poder dejar en Cartago tropas con las que atender una eventualidad juzgada improbable. En particular, la guerra contra los visigodos, a la que se había puesto fin justo antes de que Genserico tomase esa iniciativa, había requerido probablemente la contribución de todos los hombres disponibles. Por consiguiente, al no disponer Cartago más que de una guarnición compuesta por unos efectivos mínimos, el astuto vándalo lo tuvo todo a su favor».
El segundo debate trata sobre cómo fue posible que Cartago, que contaba con sólidas defensas, fuera tomada tan rápidamente. ¿Contó Genserico con alguna ayuda desde el interior de la ciudad? ¿Habían aprendido los vándalos las técnicas del asalto de una ciudad amurallada?. Según Hidacio, la conquista de Cartago fue fraude decepta, es decir, se hizo con engaños. Salviano relató que Genserico se apoderó de la ciudad mientras sus habitantes se divertían en el circo y en los teatros. Dos siglos más tarde Isidoro de Sevilla recalcaba que «Genserico, de cuya amistad ya nada se dudaba, violando el respeto sagrado al juramento, invade Cartago con el engaño de la paz [dolo pacis]». Sobre estos relatos de los autores antiguos, que «resaltan tanto el uso del engaño por parte vándala como la sorpesa del golpe», David Álvarez Jiménez propone la hipótesis de que Genserico tal vez recurriera a «una estrategia del tipo Caballo de Troya», aprovechando, como ya destacó André Chastagnol, las fiestas que tenían lugar en la ciudad con motivo de la reunión del Concilio de las Diócesis de África que coincidían con el final de la temporada de navegación. Incluso puede que Genserico hubiera sido invitado a las mismas debido a la «confianza generada entre las autoridades romanas de la ciudad ante sus cuatro años de buen comportamiento como federado».

## Consecuencias
La ciudad no fue arrasada ya que Genserico la convirtió en la capital del reino vándalo y en la metrópoli del arrianismo. Numerosos notables de la ciudad fueron despojados de sus bienes en beneficio de los vencedores. «Una forma de desarmar a los eventuales oponentes», han subrayado Pierre Cosme. Por su parte Luis Agustín García Moreno ha señalado que con la conquista del norte de África por los vándalos nació «el primer Estado germánico que no reconocía ninguna superioridad al Imperio ni mantenía con él alianza alguna». De la importancia que concedieron los vándalos a la toma de Cartago da idea que en la fecha de su captura situaron el inicio de su calendario, mediante el empleo de la fórmula anno... regis Geiserici.
Por su parte, Pierre Cosme ha destacado también el importante papel indirecto desempeñado por el reino vándalo en la caída del Imperio romano de Occidente. «Privado de sus provincias más ricas, el Imperio romano de Occidente quedó confinado en el oeste del continente europeo, en parte ocupado por los bárbaros. No sobrevivió más que treinta y siete años después a la toma de Cartago, hasta su caída definitiva en 476». En el mismo sentido, para Chris Wickham la toma de Cartago en el 439 fue probablemente «el punto de inflexión que hace irreversible la caída del imperio de Occidente», en la medida en que Roma perdía el control sobre la región que era su principal abastecedora de grano y aceite. David Álvarez Jiménez coincide con Cosme y con Wickmam: «Ciertamente el daño al Imperio, tanto el moral, el político, el estratégico como principalmente el económico, derivado de esta catástrofe suponía un golpe muy duro para la pervivencia del mismo... un punto de inflexión fundamental para la ulterior caída del Imperio Romano de Occidente».